# باناجيوتيس جياناكيس
باناجيوتيس جياناكيس (باليونانية: Παναγιώτης Γιαννάκης)‏ مواليد 1959 في نيقية، أتيكا، أثينا، اليونان، هو مدرب كرة سلة يوناني ولاعب سابق. بدأ مسيرته الاحترافية في سنة 1977. تم اختياره من قبل فريق بوسطن سيلتكس خلال الدرافت. يبلغ طوله 6 قدم 3.75 بوصة (1.9 م). مثّل منتخب بلاده. شارك في دورة الألعاب الأولمبية الصيفية سنة 1996. حقق المركز الأول في بطولة أمم أوروبا لكرة السلة 1987. اعتزل اللعب في 1996.

## الإنجازات
- بطولة أمم أوروبا لكرة السلة 2005:  ذهبية

## سجل المنافسة
شارك في المنافسات التالية:
- بطولة أمم أوروبا لكرة السلة 1989
- بطولة أمم أوروبا لكرة السلة 2005
- الألعاب الأولمبية الصيفية 1996
- الألعاب الأولمبية الصيفية 2004
- الألعاب الأولمبية الصيفية 2008

## روابط خارجية
- باناجيوتيس جياناكيس على موقع الاتحاد الدولي لكرة السلة (الإنجليزية)
- باناجيوتيس جياناكيس على موقع سبورتس رفرنس (الإنجليزية)
- باناجيوتيس جياناكيس على موقع ريلجم (الإنجليزية)
- باناجيوتيس جياناكيس على موقع بروبوليرز (الإنجليزية)
- باناجيوتيس جياناكيس على موقع سبورتس رفرنس (الإنجليزية)
- باناجيوتيس جياناكيس على موقع اللجنة الأولمبية الدولية (الإنجليزية)
- باناجيوتيس جياناكيس على موقع أوليمبيديا (الإنجليزية)